# Vitor de Paula Oliveira Braga
Vitor de Paula Oliveira Braga, mais conhecido simplesmente como Vitor Braga ou Vitor (Pedro Leopoldo, 23 de novembro de 1953) é um ex-futebolista brasileiro, que atuava como goleiro.

## Carreira
Filho de Maria de Lourdes Braga e Alberto Braga, um pintor que estudou na Escola Nacional, no Rio de Janeiro.
Chegou ao Cruzeiro com 13 anos. Em 1971, subiu ao profissional e fez sua primeira partida em 16 de dezembro, contra o River do Piauí.
Integrou a Seleção Brasileira de Juniores na França, onde conquistou o título. Estava também na Seleção Olímpica nos Jogos de Munique de 1972.
Atuando pelo Cruzeiro, foi vice-campeão do Campeonato Brasileiro de 1974.
Foi contratado pelo Santos junto ao Cruzeiro em 1978. Pelo clube, foi Campeão Paulista em 1978.
Em dezembro de 1979, brigou com os dirigentes do clube e pagou uma operação no joelho do próprio bolso. No total, atuou em 67 jogos pelo clube. Em 1980, abandonou temporariamente o futebol para se dedicar a obras de arte.
Depois de um bom tempo parado, em 1981, o Cruzeiro comprou seu passe por 5 milhões de cruzeiros.
Em agosto de 1982, depois de brigar com o técnico Iustrich, foi emprestado ao Taubaté até o fim do ano. Voltou como titular em 1983, com o técnico Orlando Fantoni.
Ficou até 1985 no clube e, ao todo, fez 175 jogos, contando as duas passagens.
Passou ainda uma temporada no Avaí e no Vila Nova de Goiás.

## Títulos
Cruzeiro
- Copa Libertadores da América: 1976[3]
- Campeonato Mineiro: 1972, 1973, 1974, 1975, 1977 e 1984
- Taça Minas Gerais: 1973, 1982, 1983 e 1984

Santos
- Campeonato Paulista: 1978